# Carlia parrhasius
Carlia parrhasius är en ödleart som beskrevs av  Patrick J. Couper COVACEVICH och LETHBRIDGE 1994. Carlia parrhasius ingår i släktet Carlia och familjen skinkar. Inga underarter finns listade.